# Parti travailliste mauricien
Pour les articles homonymes, voir Parti travailliste.
Le Parti travailliste (anglais : Labour Party) est parti politique mauricien, fondé le 23 février 1936 par Maurice Curé et affilié à l'Internationale socialiste. Il est encore de nos jours une force politique majeure de Maurice. L’emblème du parti est une clé et sa couleur est le rouge.

## Présentation
Après sa défaite aux élections de janvier 1936 dans le district des Plaines Wilhems, Maurice Curé décida de mettre fin à sa carrière politique. Mais à la suite des instances de ses partisans, il décida de créer un parti politique qui représenterait les intérêts des travailleurs. Pendant les mois et les années qui suivirent, Curé battit les campagnes pour informer les travailleurs d’origine indienne de leurs droits. Ces derniers étaient considérés comme dociles et loyaux envers les Britanniques. Leurs révoltes contre le pouvoir en place prirent ce dernier par surprise.
Les années 1937 et 1938 furent marquées par une série de grèves à travers le pays. Emmanuel Anquetil ainsi que le Pandit Sahadeo, membres du parti, étaient à la tête de ces événements. Le gouvernement colonial prit des sanctions en vue de mettre un terme à ces agitations. La résidence de Maurice Curé fut mise sous surveillance alors qu’Emmanuel Anquetil dut s’exiler à Rodrigues. La répression des travailleurs fut plus dramatique avec quatre laboureurs fusillés lors d’échauffourées avec les forces de l’ordre.
Une des étoiles montantes du parti fut Sir Seewoosagur Ramgoolam. Ce natif de Belle-Rive, village de l’est du pays, prit les rênes du parti en 1941 après que Maurice Curé eut jeté l’éponge. En 1947, le Colonial Office, prit la décision de réformer le suffrage censitaire de la Constitution de 1885 pour l’élection du Conseil législatif et d’introduire le droit de vote pour tout citoyen sachant signer. Cette mesure entraîna la victoire du Parti travailliste en 1948. Ramgoolam siégeait déjà au Conseil législatif depuis 1940. Il y avait été nommé en replacement de Seerbookum sur recommandation de Mohabeer Burrenchobay, par le gouverneur générale de l’île, Sir Bede Clifford.
Ramgoolam instaura le suffrage universel dès 1958 et s’allia à divers partis pour remporter les élections qui s’ensuivirent. C’est sous l’appellation Parti de l’Indépendance que le PTr et ses alliés allèrent aux urnes pour les élections décisives d’août 1967. L’issue du scrutin détermina le futur du pays. La victoire du Parti de l’Indépendance face au Parti mauricien social-démocrate (PMSD) de Gaëtan Duval permit à l’île Maurice d’acquérir son indépendance des Britanniques le 12 mars 1968.
Le PTr et le PMSD s’allièrent pour former un gouvernement d’unité nationale. Le PTr restera au pouvoir jusqu’en 1982. La traversée du désert fut courte car le parti revint au pouvoir en 1983 avec le MSM d’Anerood Jugnauth et le PMSD. À la différence que le leader du PTr n’était plus le Premier ministre. De 1982 à 1989 le leadership du parti fut assumé par Satcam Boolell, fidèle d’entre les fidèles de Ramgoolam. Il céda son fauteuil à Navin Ramgoolam, fils de Sir Seewoosagur Ramgoolam, quand ce dernier rentra aux pays après un long séjour en Grande-Bretagne. Ramgoolam fils fut Premier ministre de 1995 à 2000 ; il occupe le même poste de juin 2005 à décembre 2014 après une débâcle aux élections générales de l'alliance Ptr-MMM.

## Leaders successifs
- 1936-1941 : Maurice Curé
- 1941-1946 : Emmanuel Anquetil
- 1946-1956 : Guy Rozemont
- 1956-1958 : Renganaden Seeneevassen
- 1959-1984 : Seewoosagur Ramgoolam
- 1984-1991 : Satcam Boolell
- depuis 1991 : Navin Ramgoolam